# Pedro Hernández (cavaliere)
Pedro Hernández, noto anche con lo pseudonimo di Ninjo Vaguè (XV secolo – Lagopesole, prima del 1499), è stato un militare spagnolo. Era un cavaliere al seguito del feudatario Federico d'Aragona, divenuto in seguito re di Napoli. Servì i feudatari Federico d'Aragona e sua sorellastra Giovanna IV d'Aragona nella città di Altamura, dove ebbe un figlio, Vito Ninovagio, capostipite del cognome italiano Ninivaggi.

## Biografia
Pedro Hernàndez era un cavaliere spagnolo al seguito del feudatario Federico d'Aragona di stazione nella città di Altamura. Venne probabilmente per la prima volta ad Altamura nel 1494; in seguito servì la sorellastra di Federico, Giovanna IV d'Aragona, divenuta feudataria di Altamura nel 1495 in sostituzione del fratellastro divenuto re di Napoli.
In una lettera datata novembre 1497 inviata dall'arciprete di Altamura, Mons. Francesco Rossi, alla feudataria Giovanna IV d'Aragona si supplica la feudataria di dare disposizioni affinché il cavaliere "Pedro Ninovagio" riconosca un figlio di lui avuto in Altamura intorno al 1496 con un'altamurana chiamata Giovanna e al quale è stato dato il nome di Vito Ninovagio. A tale missiva, la feudataria risponde con una lettera datata aprile 1498 nella quale afferma di non poter procedere con quanto richiesto in quanto non esisteva nessun Pedro Ninovagio tra i cavalieri
In una successiva lettera dello stesso arciprete alla feudataria, datata luglio 1498, vengono forniti ulteriori dettagli sul cavaliere in questione, e in particolare vengono forniti i dettagli del vessillo e ne vengono descritte le caratteristiche fisiche. Tale cavaliere era "di piccola statura, valoroso e molto dedito a burlare gli altri cavalieri, da cui veniva chiamato Nino Vagio, così come aveva detto di chiamarsi alla fanciulla altamurana di nome Giovanna".
Nel novembre 1498, la feudataria Giovanna IV d'Aragona da Napoli risponde anche a quest'ultima lettera dell'arciprete; riconosciuta l'identità del cavaliere viene comunicato che Pedro Hernández non aveva fatto ritorno ad Altamura "per onorare l'impegno assunto con la fanciulla Giovanna" poiché era morto in battaglia presso la città di Lagopesole, nell'odierna Basilicata.
Lo pseudonimo spagnolo Ninjo Vague farebbe riferimento proprio alle caratteristiche fisiche e comportamentali del cavaliere. In particolare niño farebbe riferimento alla statura, mentre vague significherebbe in questo contesto "burla". Tradotto in italiano, lo pseudonimo assumerebbe il significato di "piccolo burlone".